# مارتن كرافت
مارتن كرافت (بالإنجليزية: Martin Craft)‏ هو منتج أسطوانات وكاتب أغاني أسترالي، ولد في 18 يناير 1976 في كانبرا في أستراليا.

## وصلات خارجية
- مارتن كرافت على موقع IMDb (الإنجليزية)
- مارتن كرافت على موقع ميوزك برينز (الإنجليزية)
- مارتن كرافت على موقع ديسكوغز (الإنجليزية)
- مارتن كرافت على موقع ديسكوغز (الإنجليزية)